# Patek Philippe
Cet article possède un paronyme, voir PATTEC.
Patek Philippe est une entreprise suisse d'horlogerie de luxe.

## Historique
L'entreprise originelle fut fondée à Genève en 1839 par deux horlogers polonais exilés : Antoine Norbert de Patek (1812-1877) et François Czapek (né le 4 avril 1811 dans le village tchèque de Semonice).
Antoine Norbert de Patek avait fui la Pologne et était arrivé à Genève. Les deux associés étant en désaccord croissant, Czapek céda sa place à l'ingénieur français Jean Adrien Philippe que Patek rencontra en 1844 à l'Exposition universelle de Paris. Cet ingénieur avait inventé une montre de poche facilement remontable grâce à une couronne, c'est aussi lui qui adapta le pantographe au besoin de l'entreprise pour la fabrication de montres. En 1845, la maison Patek, Czapek et Cie est dissoute ; Antoine Norbert de Patek, Jean Adrien Philippe et Vincent Gostowski fondent à Genève la société Patek & Cie. En 1851, les trois hommes changent la raison sociale en Patek, Philippe & Cie. La marque fut reprise par la famille Stern en 1932 qui en est toujours propriétaire.
Patek Philippe est spécialisée dans l'horlogerie de très haute qualité. La firme est l'une des rares à avoir archivé les coordonnées de tous ses clients depuis le début de son activité. Elle a apporté de nombreuses nouveautés à l'horlogerie, comme la montre bracelet pour femme ou encore les montres à remontoirs (faciles à remonter). Depuis 1845, elle a déposé plus de 70 brevets :
- 1881 : régulateur de précision ;
- 1889 : mécanisme du quantième perpétuel ;
- 1902 : double chronographe ;
- 1949 : balancier Gyromax (en) ;
- 1959 : montres mécaniques à fuseaux horaires ;
- 1964 : mouvement mécanique avec rotor périphérique ;
- 1985 : mécanisme indicateur de la date de Pâques ;
- 1996 : quantième annuel ;
- 2000 : mécanisme de représentation astronomique.

Autrefois sise à Genève, l'entreprise a regroupé toutes ses activités dans la périphérie genevoise, à Plan-les-Ouates et à Perly ainsi qu'à La Chaux-de-Fonds.
Patek Philippe crée en 2009 son propre poinçon et renonce au Poinçon de Genève, pour répondre à de nouvelles exigences. Des voix critiquent en effet la certification genevoise qui ne concerne que le mouvement de la montre.

## Henry Graves Supercomplication

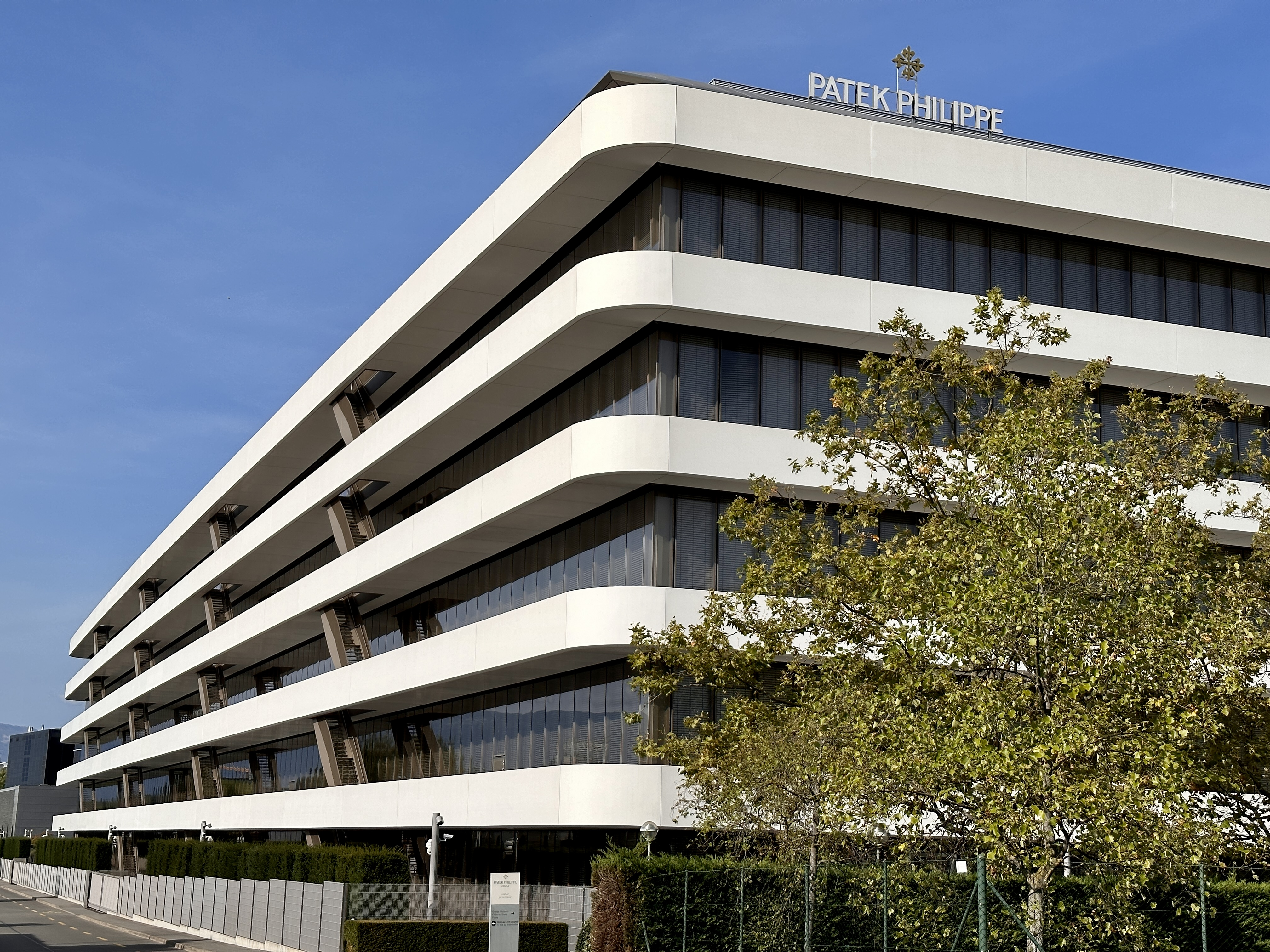
Siège social de Patek Philippe à Plan-les-Ouates, à Genève.

En 1925, la maison Patek Philippe reçoit la commande d'un banquier new-yorkais souhaitant posséder la montre la plus compliquée du monde. Après 8 ans de travail (dont 3 années de recherche et développement et 5 années de réalisation), les horlogers de la manufacture présentent la montre de poche Henry Graves Supercomplication qui restera pendant près d'un demi-siècle la montre la plus compliquée au monde grâce à ses 24 complications horlogères.
Elle est également connue pour être la montre la plus chère jamais vendue aux enchères : vendue en 1999 pour 11 millions de dollars, elle bat son propre record le 11 novembre 2014 lors d'une vente à Genève menée par Sotheby's (pour les 175 ans de la marque), adjugée à un acheteur resté anonyme pour la somme de 21,3 millions de dollars (hors commission).

## Calibre 89
Pour fêter ses cent cinquante ans d'existence, Patek Philippe a fabriqué en 1989 la montre la plus compliquée du monde : le calibre 89, doté de 33 complications ainsi que du poinçon de Genève.
La durée totale du projet fut de neuf ans, dont cinq de recherche et développement et quatre de réalisation. Le calibre est composé de 1 728 pièces, a un diamètre de 88,2 mm, une épaisseur de 41 mm et un poids total de 1 100 grammes.

## Modèles emblématiques
Le modèle le plus connu est la « Calatrava », une gamme qui remonte aux années 1930 et a été déclinée depuis en de très nombreuses versions.
Parmi les autres modèles connus, on peut citer :
- Gondolo ;
- Ellipse d'Or ;
- Nautilus : modèle sport-chic sorti en 1976[10], dans sa version dite "jumbo" référence 3700, puis en 1981 dans une version toujours automatique mais en taille "intermédiaire". Son designer est l'horloger Gérald Genta, également connu pour avoir aussi dessiné en 1972 la Royal Oak d'Audemars Piguet. Depuis quelques années, la "Nautilus" a été déclinée en version phase de lune/réserve de marche/date, puis chronographe, quantième annuel et double fuseau horaire[11]. C'est une montre qui a une lunette octogonale avec des angles relativement doux. De plus, le boitier est inspiré d'un hublot et elle a également un cadran avec un relief horizontal frappé[12]. En raison d’une spéculation excessive autour de la référence 5711 (2006, acier, cadran bleu), qui menaçait l’identité de la maison[13], ce modèle a été interrompu en janvier 2021[14], mais son apparence a été reprise sur le modèle qui lui succède, toutefois dans des matières plus nobles - et des prix plus élevés[15].
- Aquanaut qui se distingue par son cadran dit "télévision", modèle d'accès de gamme sport
- Twenty-4 pour les dames
- De très nombreuses complications (chronographes, quantièmes perpétuels, répétition minute, tourbillon…)  parmi lesquelles la Star Caliber 2000.

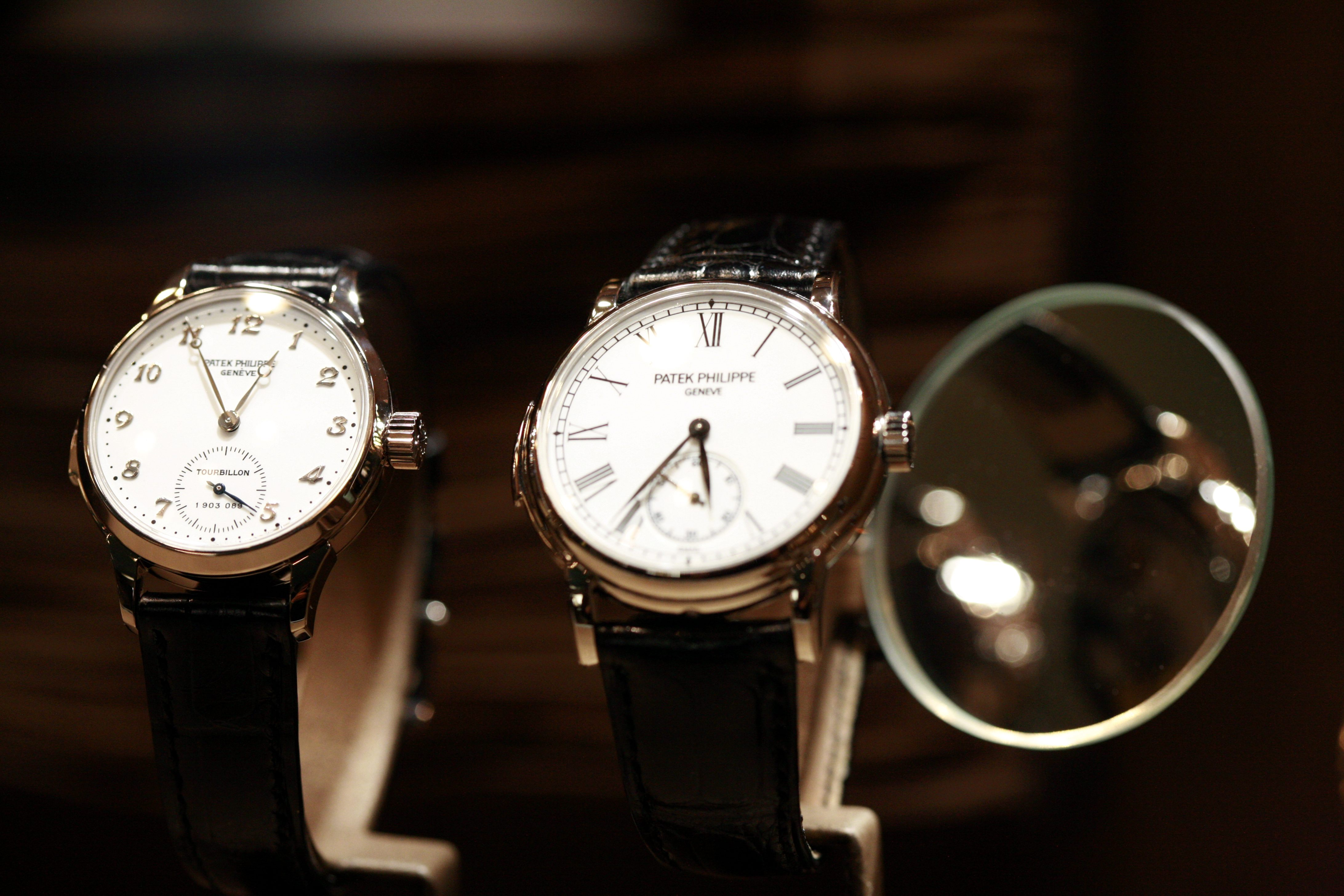
Deux des nombreuses versions de la Calatrava
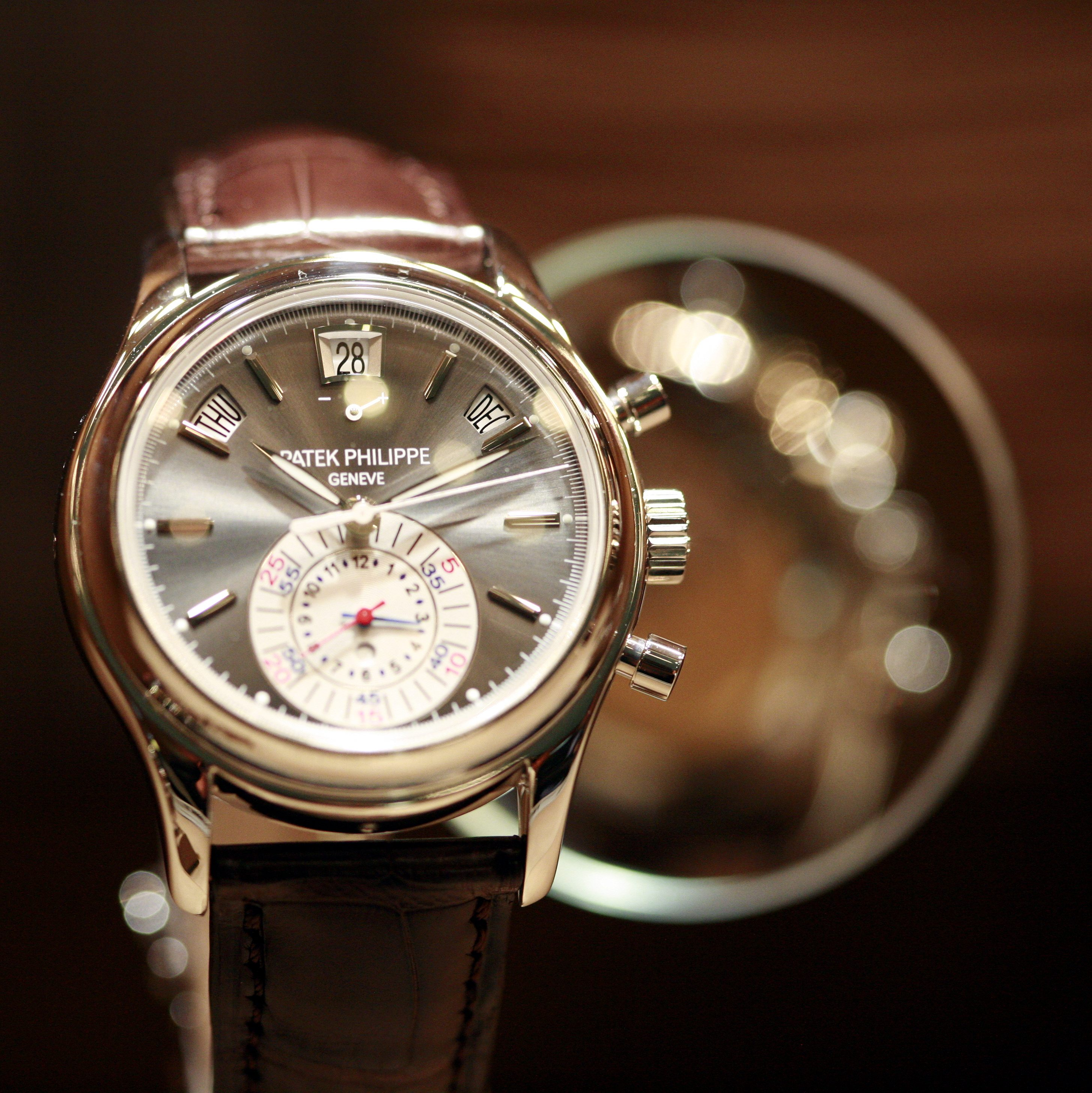
Montre Patek Philippe
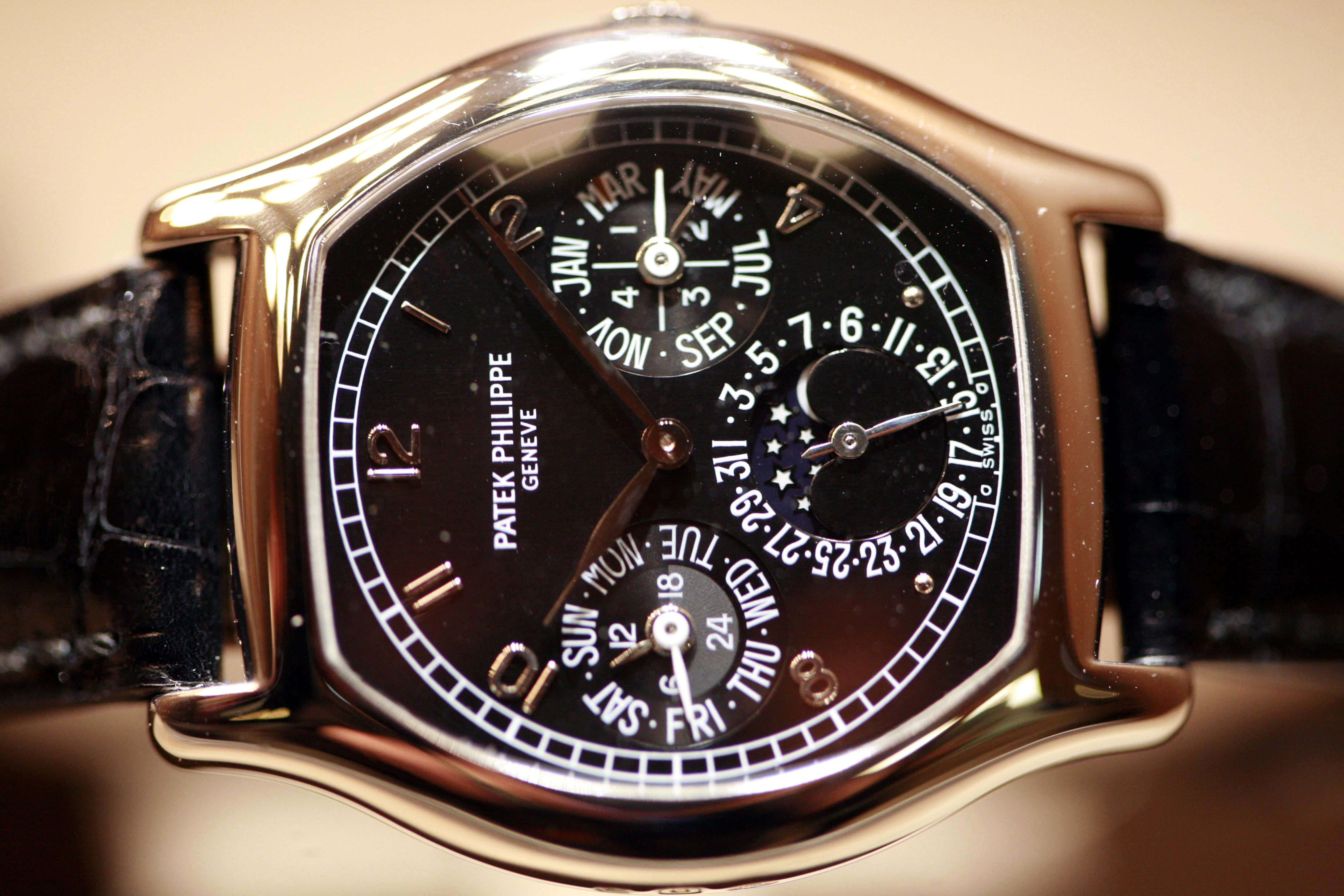
Montre Patek Philippe

### Propriétaires célèbres
Amateur de haute horlogerie suisse, l'ex-président de la République française Nicolas Sarkozy s'est vu remettre une Patek Philippe pour Noël 2007, offerte par sa future épouse Carla Bruni. Selon le quotidien suisse Le Matin, il s'agirait d'un modèle Patek Philippe 5140G Perpetual, « montre automatique en or blanc, diamètre 37,20 mm, avec phases de lune, quantième perpétuel. Prix public en Suisse en 2008 : 65 000 francs »,, soit environ 55 000 €.
En 2006, Claude Guéant s’est fait offrir illégalement par Alexandre Djouhri une montre Patek Philippe modèle Calatrava d'une valeur de 11 000 euros.
Pablo Escobar a porté des montres Patek Philippe durant son règne au sein du cartel de Medellín, en Colombie.[réf. nécessaire]
Les porteurs de montres Patek Philippe comptent notamment le pape Pie IX, le pape Léon XIII, Christian IX et la princesse Louise de Danemark (le roi et la reine de Danemark), Victor Emmanuel III d'Italie, Hussein Kamel, sultan d'Égypte de 1914 à 1918.

## Musée Patek Philippe
Outre des documents d'archives de la société Patek Philippe et l'outillage ancien, le musée renferme des collections d'émaux et de nombreuses montres d'exception produites par la firme.

## Activités caritatives
Patek Philippe participe régulièrement aux ventes aux enchères organisées par Only Watch, qui financent la recherche sur les myopathies.

### Sources
- Martin Huber & Alan Banbery, Patek Philippe Genève. Montres bracelets, Antiquorum, Genève, 1988
- Patek Philippe, Catalogue complet, Genève, 2002
- « La Tribune des Arts », Patek Philippe Museum, Supplément de la Tribune de Genève
- Celia Errico, Celia Errico (dir.), Laurence Suessmeier (dir.) et Jean Siegenthaler (dir.), Star Caliber 2000, Lausanne, Editions Scriptar, 2000, 136 p. (ISBN 978-2-880-12081-8, OCLC 83674446).